# Schloss Neuamerang

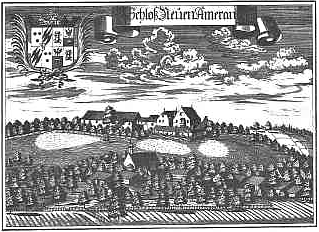
Schloss Neuen Amerang nach einem Stich von Michael Wening (1726)

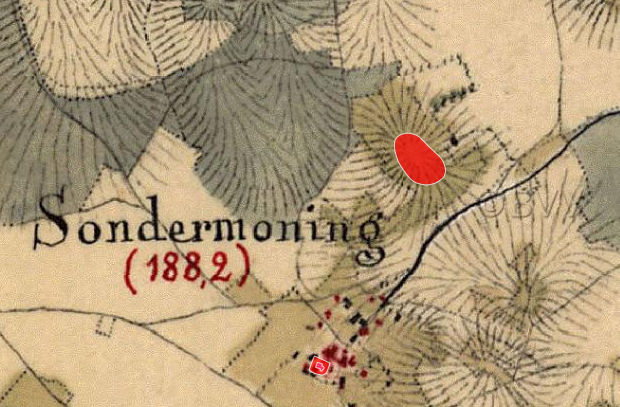
Lageplan von Schloss Neuamerang in Sondermoning auf dem Urkataster von Bayern

Schloss Neuamerang ist ein abgegangenes Schloss in dem Kirchdorf Sondermoning in der Gemeinde Nußdorf im oberbayerischen Landkreis Traunstein. Die Anlage wird als Bodendenkmal unter der Aktennummer D-1-8041-0176 im Bayernatlas als „abgegangenes Hofmarkschloss des späten Mittelalters und der frühen Neuzeit ("Schloss Neuenamerang bei Sondermoning")“ geführt. 

## Geschichte
Schloss Neuamerang in Sondermoning war Sitz einer Hofmark, die die Edlen von Amerang vom 14. Jahrhundert bis zum Tod des letzten Amerangers 1528 innehatten. Die Hofmark wurde von Graf Franz Guidobald von Törring zu Pertenstein im Jahr 1694 käuflich erworben. Das Schloss wurde schon Mitte des 18. Jahrhunderts als Steinbruch genutzt.

## Beschreibung
Das Schloss war ein dreigeschossiger Bau mit Satteldach und Wirtschafts- und Nebengebäuden. Heute hat sich nur noch ein Brunnenschacht von der Anlage erhalten.